# Busquístar
Busquístar – gmina w Hiszpanii, w prowincji Grenada, w Andaluzji, o powierzchni 18,03 km². W 2011 roku gmina liczyła 292 mieszkańców.
Leży na wysokości 1159 metrów i 78,1 km od stolicy prowincji, Granady.